# Ludwik Metzell

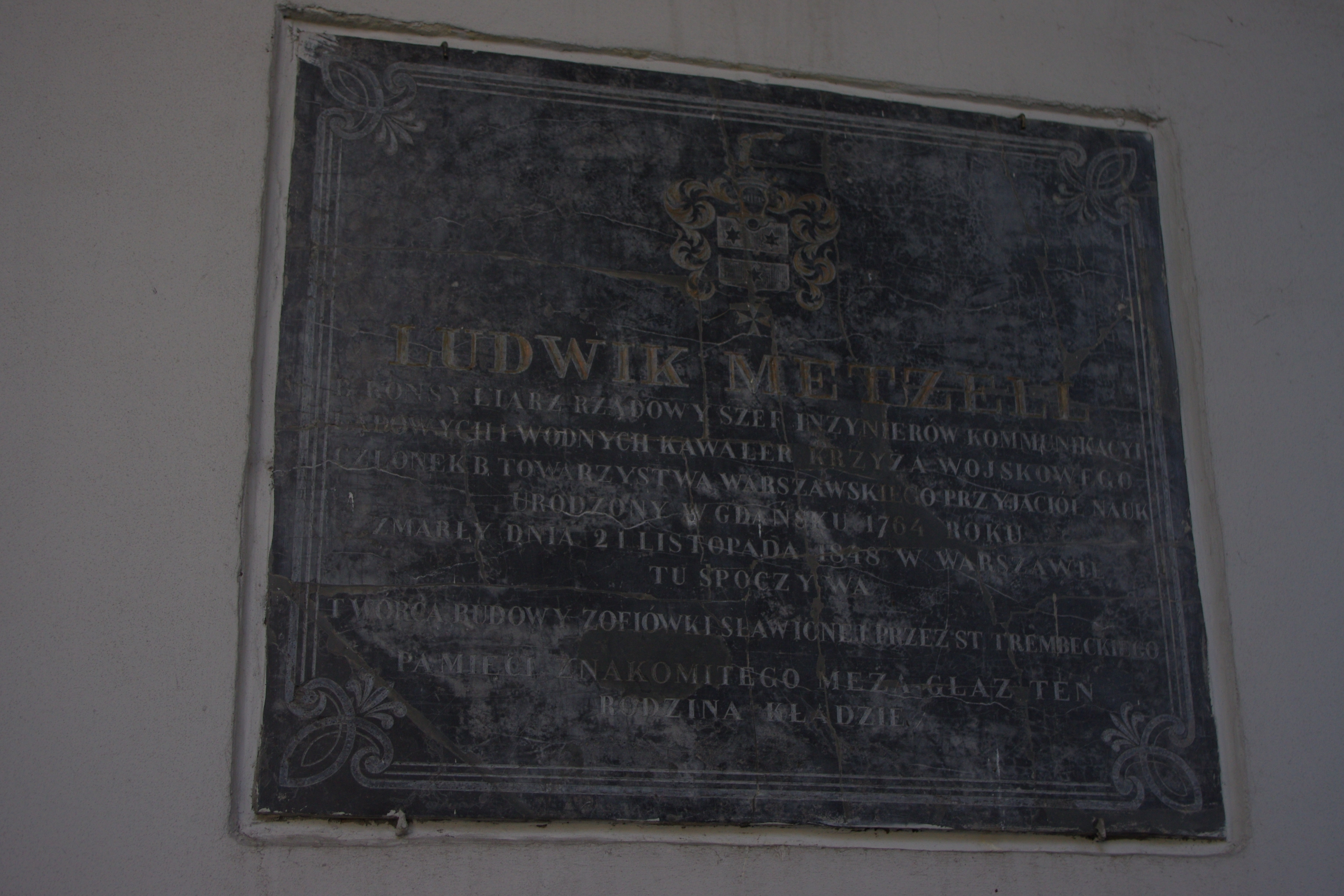
Grób architekta Ludwika Metzella (1764-1848) w katakumbach warszawskiego cmentarza Powązkowskiego

Ludwik Chrystian Metzell herbu Trójgwiazd (ur. 2 grudnia 1764 w Gdańsku, zm. 21 listopada 1848 w Warszawie) – polski oficer wojsk koronnych, inżynier wojskowy i budowlany, architekt, przedstawiciel klasycyzmu.

## Życiorys
Nosił nazwisko męża swej matki Adelajdy, ale był naturalnym synem generała artylerii koronnej Fryderyka Alojzego Brühla, a zatem powinowatym Stanisława Szczęsnego Potockiego, bowiem żoną Brühla była Maria Klementyna Potocka siostra Szczęsnego. Pozycja ojca wpłynęła zapewne na wstąpienie Ludwika w 1781 r. do korpusu artylerii koronnej, w związku z czym w 1786 r. Metzell został wysłany do Tulczyna w celu przygotowania broni dla oddziału wojskowego, jaki Szczęsny Potocki obiecał wystawić własnym sumptem na sejmie grodzieńskim w 1784 r. W czasie pobytu w Tulczynie wsławił się Metzell budową mostu pontonowego. 
W czasie wojny polsko-rosyjskiej znalazł się po stronie patriotycznej, co nie miało jednak znaczącego wpływu na przyszłe stosunki z targowiczaninem Potockim.
Ludwik Metzell był porucznikiem w Korpusie Artylerii Koronnej, w 1792 za udział w bitwie pod Zieleńcami przeciwko wojskom rosyjskim został odznaczony złotym medalem orderu Virtuti Militari (nr 13, zmienionym później na krzyż kawalerski), a także szlachectwem herbowym (herb Trójgwiazd).
Szef inżynierów komunikacji wodnych i lądowych przy Komisji Rządowej Spraw Wewnętrznych
W latach 1796–1802 był budowniczym i projektantem parku Zofiówka w Humaniu. W latach 1816–1819 zbudował w Warszawie pierwszy odcinek traktu zakroczymskiego. W 1821 w Amfiteatrze w Łazienkach Królewskich w Warszawie zbudował most wiszący o rozpiętości 45 m, łączący widownię ze sceną. W 1827 został członkiem Towarzystwa Warszawskiego Przyjaciół Nauk.
Ludwik Metzell został pochowany w katakumbach na cmentarzu Powązkowskim w Warszawie (rząd 132-5).